# Castle Pines Village
Castle Pines Village è un census-designated place (CDP) degli Stati Uniti d'America, situato nello stato del Colorado, nella contea di Douglas. Secondo il censimento del 2020 gli abitanti di Castle Pines Village ammontavano a 4 327.